# Райска ябълка
Райската ябълка (Diospyros kaki) е вид растение от семейство Абаносови (Ebenaceae). Ботаническото ѝ наименование идва от гръцки – „diospyros“, което означава „божествен огън“, а популярното в България название вероятно е свързано с оприличаването й на Дървото на познанието от Райската градина.
Представлява дърво, достигащо до 8 – 10 метра височина. Произхожда от Китай и Япония. В страните от Средиземно море и Америка е пренесена още през XVIII в., а в България – около 1935 – 1940 г.

## Отглеждане
Райската ябълка се отглежда предимно в субтропичния климатичен пояс. Повечето от сортовете издържат без повреди при температури до -20 °С. В България се отглежда по Черноморието и градовете Пловдив, Сопот, Карлово, Стара Загора, Сливен, Хасково, Ивайловград, Сандански и Петрич и освен като райска ябълка, се знае и като „медовина“ (с това име има и известна напитка). В средата на всеки месец ноември има събор на центъра на село Хрищени до Стара Загора по случай Празника на райската ябълка.
Цъфти късно през пролетта – през май. Започва да дава плодове на 3 – 4 годишна възраст. Характерен признак е четириделната елипсовидна чашка, която след узряването остава на плода. Плодовете могат да имат закръглена, закръглено-сплесната, овална или късо-конусовидна форма.

## Химичен състав на плодовете
Плодовете на райската ябълка имат богат и ценен химичен състав и висока хранителна стойност. От микроелементите се съдържат калий (100 милиграма калий на 100 грама плод), магнезий, желязо, калций, фосфор, манган, мед. Витамините, които съдържа, са провитамин А, както и С, Р, В1, В2, Е и пектинови вещества. Съдържа също 13 – 19% глюкоза и в състава си има и органични киселини. В зряло състояние количеството на захарта е 17 – 18%.

## Лечебни свойства
В миналото плодовете на райската ябълка са били използвани при лечение на скорбут. Днес се използват предимно за лечение на настинка и кашлица, причинени от запушване на дихателните пътища с възпалителен секрет (за лечението се прави отвара от обвивката на плодовете), анемия и стомашно-чревни нарушения, малокръвие, разранени венци, диабет.
Налагането на компрес върху рани от месестата част на пресни плодове подпомага заздравяването им. Прахът, получен от стриването на изсушени листа на райска ябълка, се използва при кръвоизливи. Сокът действа отхрачващо. Голямото количество йод прави плодовете много добро средство за борба със заболявания на щитовидната жлеза.

## Болести по райската ябълка
Гъбични заболявания при тези дървета се появяват, когато растението е засегнато от спорови патогени или фитопатогенни микроорганизми. При тях мицелът и спорните кониди покълват в тялото на растението. Гъбичните заболявания по растението включват: брашнеста мана, краста, ръжда, кафяво петно, разсад гъбички.